# Ефстатіос Топалідіс
Ефстатіос Топалідіс (грец. Ευστάθιος Τοπαλίδης; нар. 12 жовтня 1978, Афіни) — грецький борець вільного стилю, бронзовий призер чемпіонату Європи, бронзовий призер Середземноморського чемпіонату, учасник Олімпійських ігор.

## Життєпис
Боротьбою почав займатися з 1995 року.
Виступав за борцівський клуб «Атлас» Каллітея. Тренер — Георгіос Атанассіадіс (з 1997), Крістос Александрідіс (з 2003).
На літніх Олімпійських іграх 2000 року в Сіднеї не вийшов з групи, програвши обидві сутички — Аббасу Джадіді з Ірану та Алексу Модебадзе з Грузії.

## Спортивні результати на міжнародних змаганнях

### Виступи на Олімпіадах
| Змагання                    | Збірна | Вагова категорія           | Місце |
| --------------------------- | ------ | -------------------------- | ----- |
| Літні Олімпійські ігри 2000 | Греція | вільна боротьба, до 130 кг | 15    |

### Виступи на Чемпіонатах світу
| Змагання                        | Збірна | Вагова категорія           | Місце |
| ------------------------------- | ------ | -------------------------- | ----- |
| Чемпіонат світу з боротьби 2003 | Греція | вільна боротьба, до 120 кг | 5     |
| Чемпіонат світу з боротьби 2007 | Греція | вільна боротьба, до 120 кг | 17    |

### Виступи на Чемпіонатах Європи
| Змагання                         | Збірна | Вагова категорія           | Місце  |
| -------------------------------- | ------ | -------------------------- | ------ |
| Чемпіонат Європи з боротьби 1998 | Греція | вільна боротьба, до 130 кг | 10     |
| Чемпіонат Європи з боротьби 1999 | Греція | вільна боротьба, до 130 кг | 9      |
| Чемпіонат Європи з боротьби 2005 | Греція | вільна боротьба, до 120 кг | Бронза |

### Виступи на Середземноморських чемпіонатах
| Змагання                                     | Збірна | Вагова категорія           | Місце  |
| -------------------------------------------- | ------ | -------------------------- | ------ |
| Середземноморський чемпіонат з боротьби 2010 | Греція | вільна боротьба, до 120 кг | Бронза |

### Виступи на інших змаганнях
| Змагання                                                     | Збірна | Вагова категорія           | Місце  |
| ------------------------------------------------------------ | ------ | -------------------------- | ------ |
| Гран-прі Німеччини з боротьби 1999                           | Греція | вільна боротьба, до 130 кг | 8      |
| Олімпійський кваліфікаційний турнір з боротьби 2000 (Мінськ) | Греція | вільна боротьба, до 130 кг | 10     |
| Олімпійський кваліфікаційний турнір з боротьби 2000 (Токіо)  | Греція | вільна боротьба, до 130 кг | Срібло |
| Олімпійський кваліфікаційний турнір з боротьби 2000 (Мехіко) | Греція | вільна боротьба, до 130 кг | Бронза |
| Абсолютний чемпіонат FILA 2003                               | Греція | вільна боротьба, до 120 кг | 5      |
| Гран-прі Німеччини з боротьби 2007                           | Греція | вільна боротьба, до 120 кг | 8      |
| Міжнародний турнір Олімпія 2012                              | Греція | вільна боротьба, до 120 кг | Срібло |

### Виступи на змаганнях молодших вікових груп
| Змагання                                       | Збірна | Вагова категорія           | Місце |
| ---------------------------------------------- | ------ | -------------------------- | ----- |
| Чемпіонат Європи з боротьби серед юніорів 1997 | Греція | вільна боротьба, до 115 кг | 4     |
| Чемпіонат світу з боротьби серед юніорів 1997  | Греція | вільна боротьба, до 115 кг | 11    |
| Чемпіонат Європи з боротьби серед юніорів 1998 | Греція | вільна боротьба, до 115 кг | 4     |
| Чемпіонат світу з боротьби серед юніорів 1998  | Греція | вільна боротьба, до 115 кг | 11    |